# 白花华山黄耆
白花华山黄耆（学名：Astragalus havianus var. pallidiflorus）为豆科黄耆属下的一个变种。

## 扩展阅读
- 維基物種上的相關：白花华山黄耆